# فرودگاه بیرچ ماونتن
فرودگاه بیرچ ماونتن (به انگلیسی: Birch Mountain Airport) یک فرودگاه همگانی است که یک باند فرود چمن دارد و طول باند آن ۸۲۳ متر است. این فرودگاه در کشور کانادا قرار دارد و در ارتفاع ۷۹۲ متری از سطح دریا واقع شده‌است.